# Scottish League One 2013-2014
La Scottish League One 2013-2014 è la 39ª edizione di quella che era la Scottish Second Division e la prima sotto la nuova denominazione e la nuova organizzazione, la Scottish Professional Football League
Al campionato partecipano per la prima volta i Rangers Glasgow, giunti allo "step two" della loro marcia di ritorno nel grande calcio dopo il fallimento del 2012.

## Squadre partecipanti
| Squadra         | Città         | Stadio            | Capienza | Posizione 2012-2013                   |
| --------------- | ------------- | ----------------- | -------- | ------------------------------------- |
| Airdrie Utd     | Airdrie       | Excelsior Stadium | 10,170   | 10º posto in First Division 2012-2013 |
| Arbroath        | Arbroath      | Gayfield Park     | 6,600    | 5º posto                              |
| Ayr Utd         | Ayr           | Somerset Park     | 10,185   | 7º posto                              |
| Brechin City    | Brechin       | Glebe Park        | 3,960    | 3º posto                              |
| Dunfermline     | Dunfermline   | East End Park     | 11,480   | 9º posto in First Division 2012-2013  |
| East Fife       | Methil        | Bayview Stadium   | 1,980    | 9º posto                              |
| Forfar Athletic | Forfar        | Station Park      | 6,777    | 4º posto                              |
| Rangers         | Glasgow       | Ibrox Stadium     | 50,987   | 1º posto in Third Division 2012-2013  |
| Stenhousemuir   | Stenhousemuir | Ochilview Park    | 3,746    | 6º posto                              |
| Stranraer       | Stranraer     | Stair Park        | 2,988    | 8º posto                              |

## Classifica finale
|  | Pos. | Squadra         | Pt  | G  | V  | N  | P  | GF  | GS | DR  |
|  | ---- | --------------- | --- | -- | -- | -- | -- | --- | -- | --- |
|  | 1.   | Rangers         | 102 | 36 | 33 | 3  | 0  | 106 | 18 | +88 |
|  | 2.   | Dunfermline     | 63  | 36 | 19 | 6  | 11 | 68  | 54 | +14 |
|  | 3.   | Stranraer       | 51  | 36 | 14 | 9  | 13 | 57  | 57 | 0   |
|  | 4.   | Ayr Utd         | 49  | 36 | 14 | 7  | 15 | 65  | 66 | -1  |
|  | 5.   | Stenhousemuir   | 48  | 36 | 12 | 12 | 12 | 57  | 66 | -9  |
|  | 6.   | Airdrie Utd     | 45  | 36 | 12 | 9  | 15 | 47  | 57 | -10 |
|  | 7.   | Forfar Athletic | 43  | 36 | 12 | 7  | 17 | 55  | 62 | -7  |
|  | 8.   | Brechin City    | 42  | 36 | 12 | 6  | 18 | 57  | 71 | -14 |
|  | 9.   | East Fife       | 32  | 36 | 9  | 5  | 22 | 31  | 69 | -38 |
|  | 10.  | Arbroath        | 31  | 36 | 9  | 4  | 23 | 52  | 75 | -23 |

Legenda:

      Campione di League One e promossa in Championship
      Ammesse ai play-off per la Championship
      Ammesse ai play-out per la League Two
      Retrocessa in League Two
Note:

Tre punti a vittoria, uno a pareggio, zero a sconfitta.

## Post season

### Play-off promozione
Ai play-off partecipano la 2ª, 3ª e 4ª classificata della League One (Dunfermline, Stranraer, Ayr United) e la 9ª classificata della Championship 2013-2014 (Cowdenbeath).

#### Semifinali
| Squadra 1 | Totale | Squadra 2   | Andata | Ritorno     |
| --------- | ------ | ----------- | ------ | ----------- |
| Ayr Utd   | 2 – 5  | Cowdenbeath | 1 – 2  | 1 – 3       |
| Stranraer | 2 – 4  | Dunfermline | 2 – 1  | 0 - 3 (dts) |

#### Finale
| Squadra 1   | Totale | Squadra 2   | Andata | Ritorno |
| ----------- | ------ | ----------- | ------ | ------- |
| Cowdenbeath | 4 – 1  | Dunfermline | 1 – 1  | 3 – 0   |

### Play-out
Ai play-out partecipano la 2ª, 3ª e 4ª classificata della League Two 2013-2014 (Annan Athletic, Stirling Albion, Clyde) e la 9ª classificata della League One 2013-2014 (East Fife).

#### Semifinali
| Squadra 1       | Totale | Squadra 2      | Andata | Ritorno               |
| --------------- | ------ | -------------- | ------ | --------------------- |
| Clyde           | 2 – 2  | East Fife      | 1 – 0  | 1 – 2 (dts) (6-7 dcr) |
| Stirling Albion | 8 – 4  | Annan Athletic | 3 – 1  | 5 - 3                 |

#### Finale
| Squadra 1       | Totale | Squadra 2 | Andata | Ritorno |
| --------------- | ------ | --------- | ------ | ------- |
| Stirling Albion | 3 – 2  | East Fife | 1 – 2  | 2 – 0   |

## Verdetti
- Rangers: Vincitore della Scottish League One, promosso in Scottish Championship 2014-2015.
- Arbroath: Ultimo della Scottish League One, retrocesso in Scottish League Two 2014-2015.
- East Fife: Perdente dei play-out, retrocesso in Scottish League Two 2014-2015.